# برونو سينتينو
برونو سينتينو (بالإسبانية: Bruno Centeno)‏ (8 أغسطس 1988 ببينامار في الأرجنتين - ) هو لاعب كرة قدم أرجنتيني في مركز حراسة المرمى. لعب مع Defensores de Belgrano de Villa Ramallo ‏.

## وصلات خارجية
- برونو سينتينو على موقع قاعدة بيانات كرة القدم.إي يو (الإنجليزية)
- برونو سينتينو على موقع Soccerway.com (الإنجليزية)